# Eucharia Iyiazi
Eucharia Njideka Iyiazi, född 19 november 1973, är en nigeriansk parafriidrottare som främst tävlat i kulstötning och diskus i klassen F57/58.
Iyiazi har deltagit i paralympiska spelen fem gånger och tagit två guld, ett silver samt tre brons.

## Karriär
Vid paralympiska sommarspelen 2004 i Aten tog Iyiazi silver i spjutkastning i klassen F56-58. Vid paralympiska sommarspelen 2008 i Peking tog hon två guldmedaljer i diskus och kulstötning i klassen F57/58.
Vid paralympiska sommarspelen 2012 i London tog Iyiazi brons i kulstötning i klassen F57/58. Vid paralympiska sommarspelen 2016 i Rio de Janeiro tog hon brons i diskus i klassen F57. Vid paralympiska sommarspelen 2020 i Tokyo tog Iyiazi brons i kulstötning i klassen F57.
Vid samväldesspelen 2022 i Birmingham tog Iyiazi guld i kulstötning i klassen F57.